# Diego Scandella
Diego Scandella (Montréal, 1964. május 7. –) kanadai jégkorongozó, jégkorongedző. 2012-ben ő volt a szocsi téli olimpiai selejtező tornán szerepelt magyar férfi jégkorong-válogatott megbízott szövetségi kapitánya.

## Pályafutása

### Játékosként
Scandella az 1988-1989-es szezonban az olasz másodosztályú HC Bergamo játékosa volt.

### Edzőként
1991 és 1993 között az olasz élvonalbeli Devils Milano másodedzője volt, amellyel 1992 és 1993-ban is olasz bajnok lett. 1998 és 2001 között a szintén olasz Brunico és Val Pusteria másodedzője volt. 2001 és 2008 között a svájci élvonalbeli HC Lugano másodedzője volt, a csapattal 2003 és 2006-ban is bajnok lett. 2005-ben lett a magyar válogatott másodedzője. 2012 októberében Kevin Primeau menesztése után ő lett a novemberi olimpiai selejtező-tornán szerepelt válogatott megbízott szövetségi kapitánya. A magyar válogatott végül utolsó csoportmérkőzésén szétütésben vereséget szenvedett Hollandiától, így csoportja második helyezettjeként nem jutott a selejtező utolsó fordulójába. 2013 januárjában Rich Chernomaz váltotta őt szövetségi kapitányi poszton.

#### A magyar válogatott szereplése az olimpiai selejtező tornán
| H  | Cs  | M | Gy | GyH | VH | V | G+ | G- | +/- | P |
| -- | --- | - | -- | --- | -- | - | -- | -- | --- | - |
| 1. | NED | 3 | 2  | 1   | 0  | 0 | 24 | 10 | +14 | 8 |
| 2. | HUN | 3 | 2  | 0   | 1  | 0 | 25 | 9  | +16 | 7 |
| 3. | LTU | 3 | 1  | 0   | 0  | 2 | 6  | 15 | -9  | 3 |
| 4. | CRO | 3 | 0  | 0   | 0  | 3 | 3  | 24 | -21 | 0 |

H = helyezés, Cs = csapat, M = mérkőzés, Gy = győzelem, GyH = győzelem hosszabbításban, VH = vereség hosszabbításban, V = vereség, G+ = lőtt gólok, G- = kapott gólok, +/- = gólkülönbség, P = pontok 